# Waiting for the Dawn
Waiting for the Dawn è l'album di debutto da solista di Timo Kotipelto, pubblicato nel 2002.

## Tracce
1. Intro
2. Travel Through Time
3. Beginning
4. Lord of Eternity
5. Knowledge and Wisdom
6. Battle of Gods
7. Beauty Has Come
8. Vizier
9. Chosen by Re
10. Waiting for the Dawn
11. Arise
12. The Movement of the Nile
13. Book of the Dead